# 南海の美少年
「南海の美少年」は、1961年5月5日に発売された橋幸夫の8枚目のシングルである（VS-506）。なお、同日に「若い素顔」（山中みゆきとデュエット、VS-497）もリリースされている。

## 概要
- 作詞佐伯孝夫、作曲吉田正で、これはデビュー以来変わっていないが、本曲は「潮来笠」以来の股旅物とは違う「歴史もの」の時代歌謡である。
- 江戸時代初期、日本史上最大規模の一揆で著名な島原の乱で、原の古城に花と散ったその指導者天草四郎時貞を取り上げたもので、楽曲の副題も「天草四郎の唄」となっている。橋の歴史時代歌謡の中でも最大のヒット曲となった[1]。
- ジャーナリスト出身の佐伯は古文・古典についても素養が深く[2]、時代劇や時代物の作詞も得意としたが、一方、島原を「南海」に、島原に咲かない「はまなす」を歌詞に盛り込むなど、作詞にあたって佐伯特有の美学が表現されている。
- 吉田の曲も、股旅物とは違って壮大なイントロから「唄い上げる感じ」[3]に仕上げている。
- 美少年ものは、佐伯の趣味[4]で、この後、「東京の美少年」（VS-573）や「美少年忠臣蔵」（VS-783）も制作されるが、本作Ｂ面の「花の白虎隊」や「悲恋の若武者」（VS-642）も広い意味でそれらに含まれる。
- c/wの「花の白虎隊」も、佐伯作詞、吉田作曲の作品である。
- 1961年に年間で30万枚を売り上げ、ビクターの年間ヒット賞を受賞した[5]。

## 収録曲
1. 南海の美少年
作詞：佐伯孝夫、作・編曲：吉田正
2. 花の白虎隊
作詞：佐伯孝夫、作・編曲：吉田正

## 収録アルバム
- 『橋幸夫＜BEST ONE＞』1996/10（VICL-816）
- 『橋幸夫＜TWIN BEST＞』[2CD]1998/11（VICL-41033～4）

.....他

## カバー
南海の美少年
- 三山ひろし - 2019年、アルバム『歌い継ぐ! 昭和の流行歌X』収録